# Ibn Wafid
Ibn Wāfid (Toledo, 998/1008 - Toledo, 1074/1075), fue un médico y botánico andalusí.

## Biografía
Abū ’l-Muṭarrif ‘Abd al-Raḥmān ibn Muḥammad ibn ‘Abd al-Kabīr ibn Yaḥyà ibn Wāfid ibn Muḥammad al-Lakhmī, conocido en la Europa medieval como Abenguefith, nació en el seno de una noble familia de Toledo, los Bāni Wāfid, en 389/998-99 o 398/1007-8 y murió en 467/1074-75. Fue médico patólogo, botánico, farmacólogo y agrónomo. Pasó la mayor parte de su vida, si no toda, en Toledo.
Ocupó cargos políticos durante el reinado de Al-Mamún (muerto en 1075), pero fue fundamentalmente un hombre de ciencia. Profundo conocedor de la obra de Dioscórides y de Galeno, cuyas enseñanzas aprovechó para sus propios tratados médicos, así como de la obra de Aristóteles y otros filósofos.
Para ampliar conocimientos se trasladó a Córdoba, en donde recibió las enseñanzas de Abu l-Qasim, médico de al-Hakam II. Tras este viaje se instaló definitivamente en Toledo, en donde plantó por orden de al-Ma'mun un jardín botánico, conocido como la Huerta del Rey, ubicado en la vega entre el palacio de Galiana y el Tajo, en el que había diversas especies vegetales y en el que experimentó sobre aclimatación y fecundación artificial.
En su labor de médico procuró siempre emplear el método más fácil y más directo en el tratamiento de las enfermedades, con preferencia por los remedios simples. Sus éxitos en la curación de enfermedades graves fueron numerosos.

## Obras
Se conservan tres de sus obras: Libro de los medicamentos simples, Libro de la almohada y Suma de agricultura. La primera fue traducida al latín, hebreo y catalán. La tercera fue el modelo de la Agricultura general de Gabriel Alonso de Herrera.
Suelen darse también como obras suyas, una, de la que sólo se conserva la traducción latina, De balneis sermo, (uno de los primeros tratados de balneología), y un tratado de oftalmología.

## Libro de los Medicamentos Simples
Kitab al-Adwiya al-Mufrada كتاب الأدوية المفردة (latín De medicamentis simplicibus), o el Libro de los Medicamentos Simples, es un tratado sobre el uso terapéutico de sustancias simples (no combinadas con otras) de origen vegetal, mineral o animal. Escrito en el siglo XI por Ibn Wafid en Toledo, Al-Ándalus, supone una revisión ampliada de los trabajos previos de Dioscórides y Galeno. Se dice que Ibn Wafid empleó más de veinte años en completar este tratado.
La versión original en árabe del libro se consideraba perdida. Se conserva no obstante un manuscrito escrito en aljamía, hebraico-árabe, y traducciones parciales en latín y catalán. Recientemente se ha realizado una transcripción a sus caracteres árabes originales y se ha traducido al castellano.

## Libro de la Almohada
Se dice que un error del arabista, bibliógrafo y bibliotecario español de origen libanés Miguel Casiri convirtió la Guía Médica Kitab al-Rasad fi al-tibb de Ibn Wafid en El Libro de la Almohada sobre Medicina Kitab al-Wasad fi al-tibb.
El libro de la almohada, o la Guía Médica de Ibn Wafid, es una faramacopea y un manual terapéutico. En esencia se trata de un manual práctico, basado principalmente en la experiencia del autor, en el que se incluyen descripciones de medicamentos compuestos, constituyendo en cierta medida un complemento al Libro de los Medicamentos Simples.